# Iszmáíl egyiptomi alkirály
Ez a cikk az egyiptomi alkirályról szól. Iszmail pasának nevezték még Kmety Györgyöt is.
Iszmáíl pasa (arabul: إسماعيل باشا, 1830. december 31. – 1895. március 2.) 1863-tól Egyiptom alkirálya (khedive), de 1879-ben a britek és az oszmánok elmozdították posztjáról. Uralkodása alatt sokat fejlődött országa, ám eladósodott.  Filozófiáját jól összefoglalja a következő tőle vett idézet: „Országom többé nem afrikai; már Európa része vagyunk. Így számunkra természetes a korábbi megoldások elvetése és új utak keresése, más minták a saját társadalmi helyzetünkre való lefordítása”.

## Életrajza
Ibráhím pasa fiaként született. Párizsban végzett tanulmányokat és ugyanott sajátította el az európai modort, egyúttal azonban a pazarlásra való hajlamot. Szaíd alkirály megbízásából azután több rendbeli küldetésben járt keleti udvaroknál és Párizsban, 1861-ben pedig Szaid pasa távolléte alatt mint annak helyettese szerepelt. Miután a Szudánban kitört felkelést erélyesen elnyomta, Szaid halálakor maga foglalta el az alkirályi széket. Kormánya nem mondható szerencsésnek. Darfurt ugyan 1874-ben bekebelezte országába, de az Abesszínia ellen intézett támadás kudarccal végződött. Az 1869-ben megnyitott szuezi-csatorna által érdemeket szerzett a világforgalom fellendülésében; magának Egyiptomnak azonban ebből az átmeneti forgalomból nem sok haszna lett és a csatorna megnyitásakor rendezett fényes ünnepségek teljesen felemésztették az állam egyébként is sovány jövedelmeit. Néhány évvel később már annyira süllyedt Iszmáíl hitele, hogy kénytelen volt hitelezői és az európai nagyhatalmak sürgetésére állandó nemzetközi bizottság kinevezésében megnyugodni, amely bizottság azután az ő és Egyiptomnak kiadásait megszabta és ellenőrizte. Amikor pedig Iszmáíl 1879. április 22-én kelt rendeletével a bizottság befolyása alól szabadulni kívánt, a szultán Iszmáílt a türelmetlenkedő nagyhatalmak sürgetése folytán lemondásra késztette (június 26.) és Iszmáíl fiát, Taufík pasát nevezte ki utódának. Erre Iszmáíl pasa, aki különben 50.000 font sterling évi járadékot élvezett, háremével külföldre utazott és előbb Nápolyban, majd Párizsban és Londonban élt egy ideig, ahol azonban fagyosan fogadták. 1885-ben az országos kiállítás alkalmával Budapestre is ellátogatott, 1888-ban pedig Konstantinápolyba költözött. Utolsó napjait a vízkórságban szenvedő ex-khedive a Boszporusz mellékén levő Emirghiani kastélyban töltötte. 1895-ben hunyt el. Holttestét Kairóban helyezték nyugalomra.